# William Pitt (Sänger)
William Pitt (* als William Frederick Pate) ist ein US-amerikanischer Sänger, der zunächst in den Vereinigten Staaten als Dressman arbeitete. Mitte der 1980er Jahre zog es ihn nach Europa, in die französische Hauptstadt Paris. Dort wurde er von Pascal Pillet-Desjardins, einem Musikproduzenten, entdeckt und erhielt einen Plattenvertrag.

## Karriere
Pillet-Desjardins schrieb Pitt den Titel City Lights auf den Leib, der ein kleiner Hit in Frankreich wurde. Als die Single im Frühling 1987 auch in Deutschland, Österreich und der Schweiz veröffentlicht wurde, gelang in diesen Ländern der Sprung in die Top 20 der Charts. In Großbritannien kam City Lights nicht über Platz 94 hinaus.
Die Folgesingle Funny Girl erreichte Ende 1987 gerade noch die mittleren Ränge der deutschen Hitparade. Das hatte zur Folge, dass William Pitt, ohne ein Album veröffentlicht zu haben, aus dem Fokus der Öffentlichkeit verschwand. Ein Comebackversuch mit Such a Lonely Night (I’m Crazy to Leave You) im Jahr 1990 scheiterte.

## Diskografie
Singles
- 1986: City Lights
- 1987: Funny Girl
- 1990: Such a Lonely Night (I’m Crazy to Leave You)
- ????: City Lights (Progressive House Mixe)